# Henån
Henån è una città della Svezia, capoluogo del comune di Orust, nella contea di Västra Götaland. Ha una popolazione di 1.855 abitanti.